# Fishia connecta
Fishia connecta är en fjärilsart som beskrevs av Smith 1894. Fishia connecta ingår i släktet Fishia och familjen nattflyn. Inga underarter finns listade i Catalogue of Life.